# Baalzebub
Baalzebub is een spinnengeslacht uit de familie Parapluspinnen (Theridiosomatidae).

## Soorten
- Baalzebub albonotatus (Petrunkevitch, 1930)
- Baalzebub baubo Coddington, 1986
- Baalzebub brauni (Wunderlich, 1976)
- Baalzebub nemesis Miller, Griswold & Yin, 2009